# Bis (gruppo musicale)
I Bis sono un gruppo musicale indie pop originario di Glasgow (Scozia) e attivo dal 1994. La band si è sciolta nel 2003 per poi ricostituirsi ufficialmente nel 2009.

## Formazione
- Steven Clark (Sci-fi Steven)
- John Clark (John Disco)
- Amanda MacKinnon (Manda Rin)

## Discografia

### Album studio
- 1997 - The New Transistor Heroes
- 1999 - Social Dancing
- 2001 - Return to Central
- 2014 - Data Panik Etcetera

### Live
- 2001 - Play Some Real Songs: A Bis Live CD

### Raccolte
- 1997 - Icky-Poo Air Raid
- 1998 - Intendo
- 2001 - I Love Bis
- 2002 - Plastique Nouveau
- 2007 - We Are Bis from Glasgow, Scotland

### EP
- 1995 - Transmissions on the Teen-C Tip!
- 1995 - Disco Nation 45
- 1996 - The Secret Vampire Soundtrack
- 1996 - Bis vs. the D.I.Y. Corps
- 1996 - Atom-Powered Action!
- 1996 - This Is Teen-C Power!
- 1998 - Techno Disco Lovers
- 2000 - Music for a Stranger World
- 2001 - fukd ID No. 5
- 2001 - Fact 2002
- 2002 - Plastique 33
- 2014 - Mechanical Love